# Хіракава Ю
Хіракава Ю (яп. 平河 悠, нар. 3 січня 2001, Тіба) — японський футболіст, нападник англійського «Бристоль Сіті».
Виступав за олімпійську збірну Японії.

## Клубна кар'єра
Народився 3 січня 2001 року в місті Тіба. Вихованець футбольної школи клубу «Матіда Зельвія». Дорослу футбольну кар'єру розпочав 2021 року в основній команді того ж клубу, в якій провів три сезони, взявши участь у 70 матчах чемпіонату.  Більшість часу, проведеного у складі «Матіда Зельвія», був основним гравцем атакувальної ланки команди.
Влітку 2024 року був орендований англійським друголіговим «Бристоль Сіті».

## Виступи за збірну
2024 року включений до лав олімпійської збірної Японії. У її складі — учасник футбольного турніру на Олімпійських іграх 2024 року в Парижі.